# Pönning (Geiselhöring)
Pönning ist ein Gemeindeteil der Stadt Geiselhöring und eine Gemarkung im niederbayerischen Landkreis Straubing-Bogen. Bis 1978 bestand die Gemeinde Pönning.

## Lage
Das Kirchdorf Pönning liegt etwa vier Kilometer nordöstlich von Geiselhöring am Übergang vom Gäubodens zum Donau-Isar-Hügelland. Durch den Ort fließt der Hartgraben, im Ort kreuzen die Kreisstraßen SR 18 und SR 23.
Auf der Gemarkung liegen Pönning, Antenring, Kleinpönning und Gunting.

## Geschichte
Bereits in der Jungsteinzeit war das Gebiet um Pönning besiedelt. Hügelgräber und zahlreiche Funde von Steinwerkzeugen und Tonscherben in der Nähe legen dies nahe. Die Gründung von Pönning als echtem -ing-Ort fällt in die Zeit der Landnahme durch die Bajuwaren ab etwa 550. Der Name leitet sich vermutlich von Benno beziehungsweise Peno her, einem Adligen, der diesen Ort gegründet hat.
Das Kloster St. Emmeram war früh in Pönning begütert, wie ein Dokument aus dem Jahr 887 beweist. Auch die Klöster Obermünster, Oberaltaich und Mallersdorf hatten hier Besitz, sofern Pönning mit dem Ort Peningoi identisch ist. Als Penningen wird es bereits im ersten Herzogsurbar erwähnt.
Um die Wende des 14./15. Jahrhunderts erlangte Ulrich der Teufel die Hofmarksherrschaft zu Pönning. Sein Sohn Peter Teufel verkaufte den Besitz 1446 an den Straubinger Bürger Peter Regner. Dessen Kinder verkauften ihn 1470 an die Stadt Straubing und an die Aller-Gläubigen-Seelen-Zeche zu Straubing. Die Hofmarksrechte verlagerten sich allmählich ganz auf die Stadt Straubing. Nach den Hofmarksverzeichnissen des 16. Jahrhunderts war die Stadt Straubing Hofmarksherr zu Pönning. Zwei Höfe waren landgerichtsunmittelbar.
Eine dem heiligen Martin geweihte Kirche in Pönning wird im Kirchenmatrikel der Diözese Regensburg erstmals 1508 erwähnt. 1530 ereignete sich eine Brandkatastrophe, bei der mehrere Höfe abbrannten. Im Konskriptionsjahr 1752 bestand Pönning aus 23 Anwesen. Damals gab es neben den Bauern und Landwirten einen Bader, einen Schmied, einen Schneider, einen Weber und einen Wirt im Dorf.
Seit mindestens 1802 hatte Pönning ein eigenes Schulgebäude. Die Gerichtsherrlichkeit kam 1808 provisorisch und 1810 endgültig an das Landgericht Straubing. Ebenfalls 1808 wurde der Steuerdistrikt Pönning gebildet, aus dem die Gemeinde Pönning im Landgericht Straubing hervorging. Sie gehörte später zum Landkreis Straubing und bestand 1961 aus den Ortsteilen Pönning, Antenring, Kleinpönning und Gunting und hatte 252 Einwohner, davon 189 im Kirchdorf Pönning. 1978 wurde die Gemeinde im Zuge der Gebietsreform in Bayern aufgelöst und in die Stadt Geiselhöring eingegliedert.
Kirchlich ist Pönning seit 1950 eine Expositur, seit 1970 ist die Stelle aus Priestermangel nicht mehr besetzt. Der Pfarrdienst wird von der Pfarrei Perkam versorgt. Pönning gehört zum Pfarrverband Feldkirchen-Perkam-Pönning im Bistum Regensburg.
Der Ort feierte am 1. Juli 2012 den 250. Weihetag der neuen Kirche St. Martin. Am 25./26. August 2012 fand das Mittelalterfest Pönning anlässlich der ersten urkundliche Erwähnung aus dem Jahre 887 statt.

## Sehenswürdigkeiten
- Expositurkirche St. Martin. Sie wurde  um 1762 im Rokoko-Stil erbaut und besitzt Altäre um 1770 sowie Deckenfresken von 1762. Das Triumphkreuz an der rechten Seitenwand stammt von Mathias Obermayr.

## Vereine
- Freiwillige Feuerwehr Pönning. Sie wurde 1891 gegründet, hat aber einen Vorgänger in der Pönninger Pflichtfeuerwehr, die 1876 gegründet wurde.
- KLJB Pönning. Sie geht auf den 1950 entstandenen Katholischen Burschenverein zurück. Wann daraus die KLJB wurde, ist nicht festzustellen.
- Krieger- und Soldaten-Kameradschaft Pönning. Sie wurde 1880 als Krieger- und Veteranenverein Pönning gegründet.
- Landfrauen im Bayerischen Bauernverband. Die Landfrauen im Bayerischen Bauernverband schlossen sich 1947 in Ortsverbänden zusammen. Damals entstand auch der Pönninger Verein.
- Eisstock-Verein Pönning. Er wurde am 15. April 1984 gegründet.